# 산 피에트로 인 빈콜리 성당

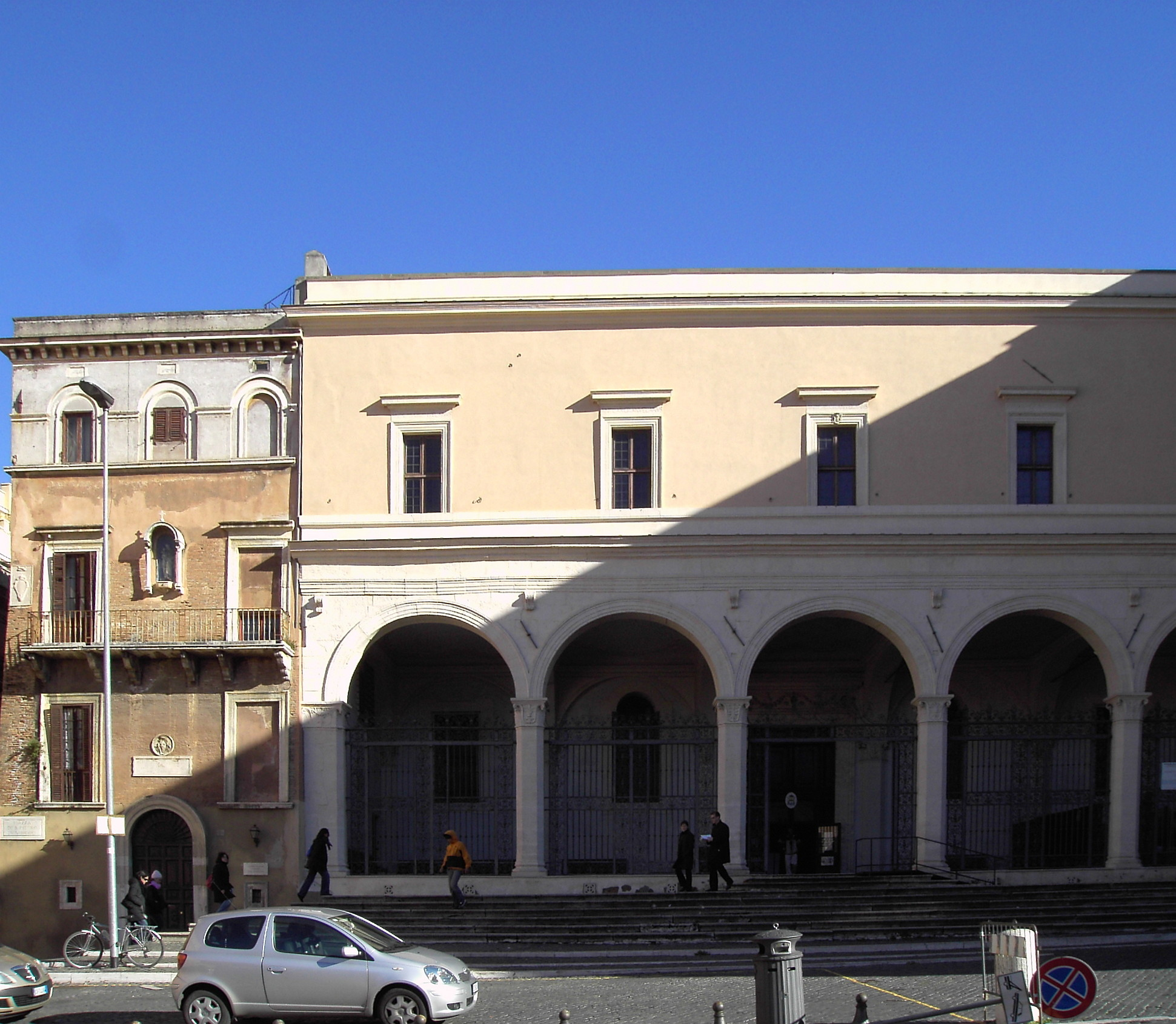
성당의 외관

산 피에트로 인 빈콜리 성당(이탈리아어: Basilica di San Pietro in Vincoli) 또는 쇠사슬의 성 베드로 성당은 로마에 있는 성당 가운데 하나이다. 미켈란젤로가 조각한 웅장한 모세상이 있는 장소로 유명하다.

## 역사
에우독시아나 성당(Basilica Eudoxiana)이라고도 불리는 이 성당은 성 베드로 사도가 예루살렘의 교도소에 갇혔을 당시 그를 묶었던 쇠사슬 유물을 보관하려고 432-440년에 걸쳐 건설되었다. 기독교 전승에 따르면, 황제 발렌티니아누스 3세의 황후인 에우독시아가 교황 레오 1세에게 그 쇠사슬을 선물하였고, 교황은 그것을 로마의 마메르티노 교도소에 투옥되었을 당시 성 베드로를 묶었던 쇠사슬과 비교해 보았는데, 놀랍게도 두 개의 쇠사슬이 기적적으로 하나처럼 붙어버렸다고 한다. 쇠사슬들은 성당의 중앙 제대 아래에 있는 성물함 안에 보관되어 있다.
성당은 몇 차례의 복원과 개축이 이루어졌는데, 그 가운데 교황 하드리아노 1세가 복원을, 교황 식스토 4세와 교황 율리오 2세가 개축을 진행하였다. 성당은 또한 1875년에 새로운 형태로 바꾸었다. 건물 정면의 주랑 현관은 바치오 폰텔리가 만든 것으로, 1475년에 추가되었다. 회랑(1493-1503)은 줄리아노 다 상갈로가 만들었다.

## 내부

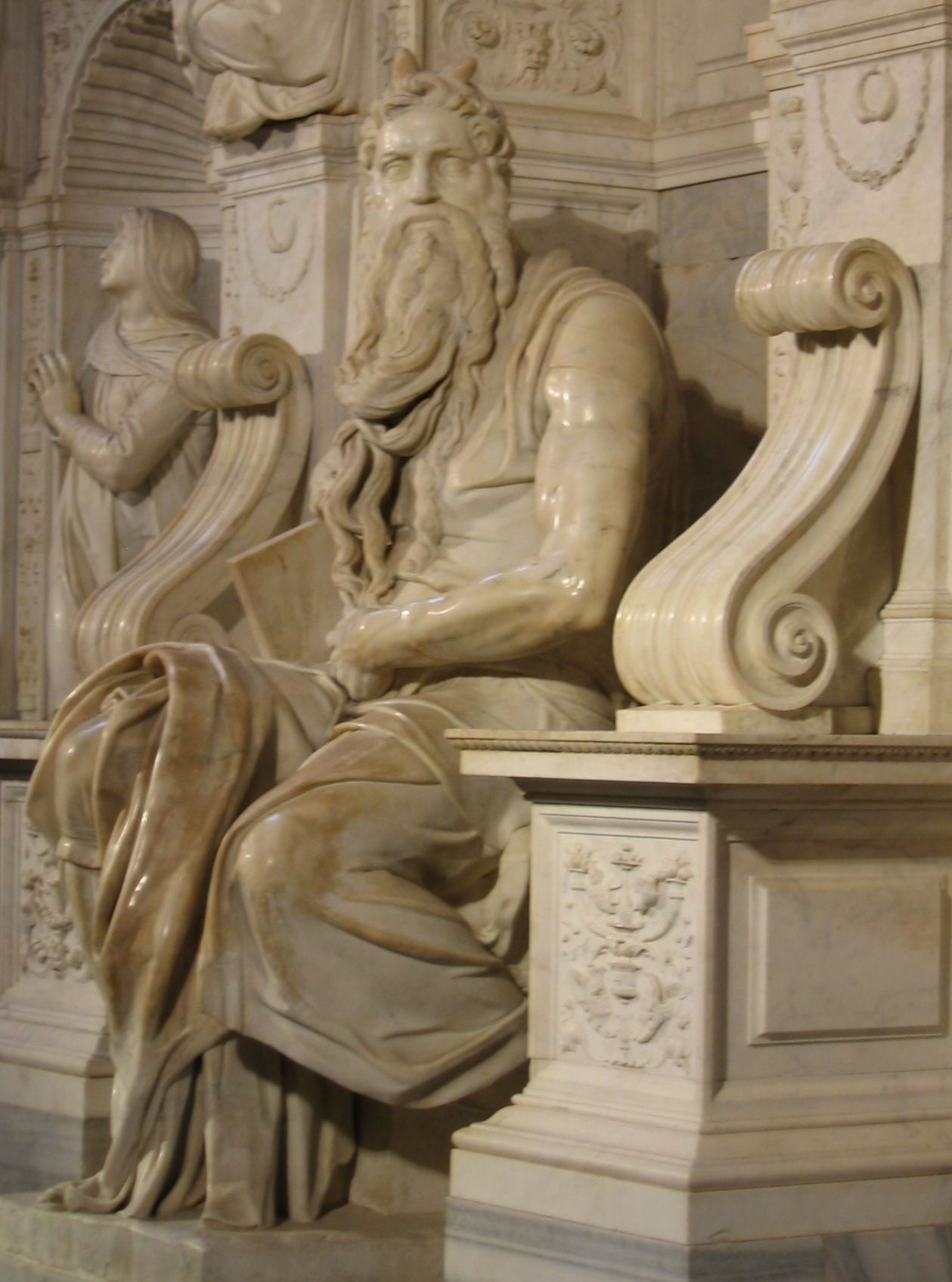
성당 내부의 미켈란젤로의 모세상

성당 내부에는 중랑(中廊)과 두 곳의 측랑(側廊)과 더불어 고대 도리스식 대리석 기둥 스물네 개에 의해 분할된 세 곳의 후진(後陣)이 있다. 중랑에는 18세기 소란 반자 천장이 있지만, 측랑에는 아치형 십자가 천장이 있으며, 한가운데에는 조반니 바티스타 파롤디가 프레스코 기법으로 쇠사슬의 기적을 묘사한 그림(1706년 작품)이 있다. 천장에는 17세기에 그려진 파로디의 벽화가 있다.
이 성당에서 제일 중요한 의미를 지닌 것은 미켈란젤로가 남긴 대리석 조각품 모세상(1515년 완성)이다. 이 석상은 원래 교황 율리오 2세를 위하여 그의 가문(델라 로베레 가문) 성당에 만들어질 47개의 조각상으로 이루어진 장엄한 묘비의 요소 가운데 하나로 의도되었으나 어느새 묘비의 중심부로 자리잡았다.
구약성경의 《탈출기》에 따르면, 모세는 시나이 산에서 십계명을 받아들고 내려왔을 때 히브리 백성이 황금 황소상을 숭배하는 것을 보고 분노하고 몹시 슬퍼했다고 전해진다. 이때 모세가 가졌던 분노와 걱정, 실망과 고통을 미켈란젤로는 이 대리석상에 나타내고 싶었다. 모세는 십계명이 적힌 석판을 옆구리에 꽉 낀 모습이다. 미켈란젤로가 석상을 완성하고 (자신의 작품이 완벽하다는 것을 인식하고서) 모세상의 무릎을 탁 치며 “왜 말이 없는 거냐?”라고 소리쳤다는 유명한 고사가 있다.

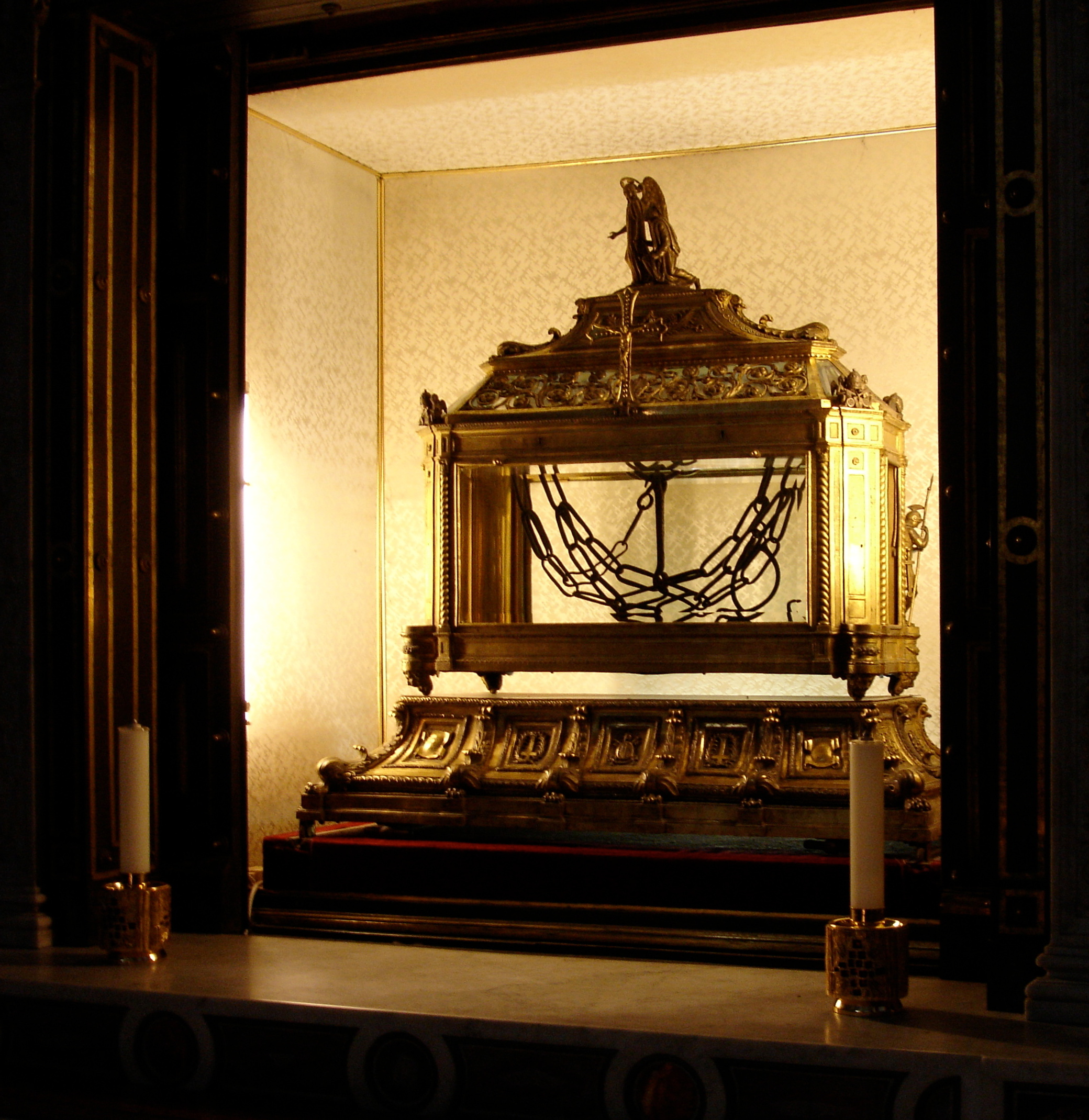
성 베드로의 쇠사슬이 담긴 성물함

기타 예술품으로는 구에르치노가 그린 성 아우구스티노와 성녀 마르가리타를 묘사한 두 개의 캔버스 그림을 비롯하여 도메니키노가 설계한 추기경 지롤라모 아구키의 기념비 그리고 도메니키노가 성구보관실에 성 베드로의 석방을 묘사해 그린 프레스코 벽화(1604년 작품) 등이 있다. 제1경당 왼쪽의 제대 위쪽의 장식으로는 포란치오의 십자가에서 내려지는 그리스도가 있다. 니콜로 다 쿠사 추기경의 무덤과 그 앞에 부조한 니콜로 추기경과 성 베드로는 안드레아 브레뇨의 작품이다. 화가이자 조각가인 안토니오 폴라이우올로는 이곳에 묻혀 있다. 죽음의 신을 묘사한 조상(彫像) 등으로 장식한 무덤에 안치된 킨초 알도브란디니 추기경뿐만 아니라 티론의 백작 휴 오닐도 이 성당에 묻혀 있다.